# Enterobacter huaxiensis
Espèce
Enterobacter huaxiensis est une des espèces du genre de bactéries Enterobacter. Ce sont des bacilles à Gram négatif de la famille des Enterobacteriaceae faisant partie de l'embranchement des Pseudomonadota.

## Historique
Enterobacter huaxiensis est une bactérie décrite en 2019 sur la base d'une souche isolée depuis un échantillon de sang humain prélevé en Chine à l'hôpital West China de Sichuan en 2017. Dans la même publication, une autre espèce du même genre a été décrite, l'espèce Enterobacter chuandaensis et ces deux espèces ont été isolée de prélèvements de sang humain,. Leur découverte a été médiatisée du fait de leurs profils de bactéries multi-résistantes,.

## Taxonomie

### Étymologie
L'étymologie de cette espèce E. huaxiensis est la suivante : hua.xi.en’sis N.L. masc./fem. adj. huaxiensis, appartenant à l'hôpital West China (Huaxi en chinois) à Chengdu, Province du Sichuan en Chine où la souche type a été isolée,.*

### Phylogénie
Les analyses phylogéniques basées sur le gène de l'ARNr 16S ont montré que cette espèce E. huaxiensis est incluse dans le genre Enterobacter avec une homologie de séquence de 99% avec différentes espèces de ce genre et de ce fait dans la famille Enterobacteriaceae. Pour mieux positionner cette espèce, le séquençage du génome a été réalisé et a permis de montrer que la souche 90008 possède au moins 77.48 % de protéines conservées des Enterobacter. L'identité moyenne des nucléotides (ANI, Average nucleotide identity) calculée pour la souche 90008 est de 82.76 à 88.89 % avec les autres espèces de ce genre.

## Description
E. huaxiensis est une bactérie anaérobie facultative à Gram négatif ne formant pas de spores. Ces bactéries sont mobiles. Le test Voges–Proskauer est positif ainsi que le test catalase tandis que le test oxydase est négatif. Ses tests sont positifs pour la b-galactosidase, l'arginine dihydrolase et l'ornithine décarboxylase, et négatifs pour la lysine décarboxylase, la déaminase, la gélatinase, l'activité uréase et la production d'indole. En culture, les bactéries forment des colonies circulaires, blanches, translucides et lisses après 24h à 35 °C. Les croissance peut se produire de 4 à  40 °C  mais l'optimum est situé à 35 et  37 °C en présence de 0 à 8 % (w/v) de NaCl en TSB. La croissance n'est pas possible à 42, 45 ou 50 °C . Le pH de croissance se situe en 5.0 et 10 avec un optimum de 6 à 7.  Les acides gras cellulaires majoritaires de cette bactérie sont les acides gras C16:0, C17:0 cyclo et C18:1ω7c. Cette espèce se distingue des autres espèces du genre Enterobacter par sa capacité à fermenter le sucrose, le mélibiose et le D-arabitol et avec une réaction négative pour le methyl α-D-mannopyranoside.

### Souche type
La souche type de l'espèce E. huaxiensis est la souche 90008 qui porte les identifiants CCTCC AB 2018174 (au China Centre for Type Culture Collection), CNCTC 7648 (au Czech National Collection of Type Cultures) et GDMCC 1.1426 (au Guangdong Microbiology Culture Centre) qui sont différentes banques de cultures bactériennes,.

### Multi-résistance
Lors de sa description, cette espèce est décrite comme possédant un profil de résistance à l'ampicilline, l'ampicilline/sulbactame, l'amoxicilline/acide clavulanique, la Céfazoline, le céfotétan, le céfuroxime et la céphalothin.

## Habitat
L'espèce E. huaxiensis est une espèce de bactérie dont la souche type, 90008 a été isolée d'un échantillon de sang humain prélevé dans un hôpital.